# Frida (ópera)
Frida é uma ópera de 1991 baseada na vida da pintora mexicana Frida Kahlo, com música de Robert Xavier Rodriguez, roteiro artística de Hilary Blecher, letras e monólogos de Migdalia Cruz. Foi concebida por Hilary Blecher.

## Performances
Foi encomendado pela American Music Theater Festival e estreou na Filadélfia, em 1991, estrelada por Helen Schneider como Frida. Foi revisada em 1993. Foi posteriormente produzida no American Repertory Theater (Boston). Em 2007, a obra foi produzida no Festival de Mayo em Guadalajara em uma tradução espanhola feita por Josefina Garcia.

## Gravações
- Musical Theater Works Concert Suite from Frida – Angelina Réaux, Soprano; Robert Xavier Rodríguez, Maestro CRI, CD824